# Islomjon Bakhromov
Islomjon Bakhromov (17 luglio 1995) è un lottatore uzbeko, specializzato nella lotta greco-romana.

## Biografia
Ai mondiali di Xi'an 2019 ha vinto loro nei -60 kg.
Ai mondiali di Belgrado 2023 è stato estromesso dal tabellone principale dal khirghiso Zholaman Sharshenbekov, vincitore del torneo, che lo ha sconfitto per superiorità tecnica. Nei turni precedenti aveva battuto l'egiziano Haithem Mahmoud e l'alteta individuale Hleb Makaranka, entrambi per superiorità tecnica. Al terzo turno dei ripescaggi ha avuto la meglio sul georgiano Pridon Abuladze ed ha infine vinto la finale per il bronzo contro l'iraniano Mehdi Mohsennejad.
Ha rappresentato l'Uzbekistan ai Giochi olimpici estivi di Parigi 2024, dove e stato eliminato dal nord coreano Ri Se-ung ai quarti del torneo dei -60 kg.

## Palmarès
- Mondiali

Belgrado 2023: bronzo nei -60 kg;
- Campionati asiatici

Biškek 2018: bronzo nei -60 kg;
Xi'an 2019: oro nei -60 kg;
Nuova Delhi 2020: bronzo nei -60 kg;
- Giochi della solidarietà islamica

Baku 2017: argento nei -59 kg;
- Giochi asiatici indoor e di arti marziali
- Aşgabat 2017: bronzo nei -59 kg;